# Paralelo 28 S
O Paralelo 28 S é um paralelo no 28° grau sul no plano equatorial terrestre .
Começando no Meridiano de Greenwich e tomando a direcção do Leste, o paralelo 28º S passa por:
| País, território ou mar | Notas                                                                   |
| ----------------------- | ----------------------------------------------------------------------- |
| Oceano Atlântico        |                                                                         |
| Namíbia                 |                                                                         |
| África do Sul           |                                                                         |
| Oceano Índico           |                                                                         |
| Austrália               | Austrália Ocidental Austrália Meridional Queensland                     |
| Oceano Pacífico         | Passa a sul de Marotiri, Polinésia Francesa                             |
| Chile                   |                                                                         |
| Argentina               | Define a fronteira entre a Província de Chaco e a Província de Santa Fé |
| Brasil                  |                                                                         |
| Oceano Atlântico        |                                                                         |